# Rakovica (općina)
Općina Rakovica (srpski: Општина Раковица) je općina u sastavu grada Beograda u Srbiji.

## Stanovništvo
Prema popisu stanovništva iz 2002. godine općina je imala 99.000   stanovnika, većinsko stanovništvo su Srbi .

## Administrativna podjela
| - Vidikovac - Kanarevo brdo - Kijevo | - Kneževac - Labudovo brdo - Miljakovac 1 | - Miljakovac 2 - Miljakovac 3 - Petlovo brdo | - Rakovica - Resnik - Skojevsko naselje |

## Vanjske poveznice
- Informacije o općini[neaktivna poveznica]